# Церква Вознесіння Господнього та Святого Димитрія (Вербка)
Церква Вознесіння Господнього та Святого Димитрія у Вербці — парафії і храм, який належить греко-католицькій та православній громадам у селі Вербка Чортківського району Тернопільської области.

## Історія церкви
До 1946 року парафія і храм належали до УГКЦ. Того ж року державна влада закрила церкву.
Наприкінці 1989 року громада села розділилася на вірян УГКЦ та УАПЦ. Храм належить обом громадам, які у 1990 році збудували нову церкву і дзвіницю. 20 травня 1994 року храм освятив владика Михаїл Сабрига. Автором іконостасу та розписів є Володимир Василик.
Парафіяни обох конфесій спільно збудували капличку Матері Божої — Цариці Всесвіту. У селі також є капличка Усікновення голови Івана Хрестителя (1930).

## Парохи
УГКЦ
- о. Микола Малярчук (1993—1997),
- о. Петро Грущак (1997—2002),
- о. Руслан Ковальчук (2002—2006),
- о. Антон Федоляк (з 2006).

ПЦУ
- о. Степан Бачинський — нині[1].